# Gheorghe Tașcă
Gheorghe Tașcă (n. 30 ianuarie 1875, Bălăbănești, România, România – d. 25 martie 1951, Sighetu Marmației, Maramureș, România) a fost un economist și om politic român, profesor de economie politică, rector al Academiei de Înalte Studii Comerciale, membru corespondent al Academiei Române, victimă a regimului comunist din România.

## Biografie

### Copilărie și perioada școlarizării
Gheoghe Tașcă s-a născut pla 30 ianuarie 1875 în comuna Bălăbănești din județul Tutova. Tatăl său, Gheorghe Tașcă, se trăgea dintr-o familie de răzeși, iar mama sa, Maria Tașcă era fiica unui preot din sat. Părinții săi aveau 12 copii, astfel încât aveau dificultăți materiale. Cu toate acestea, au reușit să trimită pe toți cei 6 băieți la școală, toți terminând studii universitare.
În perioada 1882-1886 Gheorghe Tașcă învață la școala primară din Bălăbănești, azi numită Școala Gheorghe și Maria Tașcă în cinstea părinților săi. Apoi, din 1886 – 1895 învață la Colegiul „Gheorghe Roșca Codreanu” din Bârlad, unde i-a avut ca profesori pe Arthur Gorovei, Simion Mândrescu, Ioan Popescu, Ioan Vârgolici, Panait Ghenciu și alte personalități. Dintre colegii săi este de menționat Anton Davidoglu, cu care a colaborat mai târziu în cadrul Academiei de Înalte Studii Comerciale și Industriale.
Se înscrie apoi la Facultatea de Drept din București iar în 1899, absolvind "magna cum laude" cu teza de licență intitulată "Despre evoluția proprietății rurale în România", un studiu de drept comparat asupra evoluției formelor de proprietate și de folosință a pamântului. Interesul său privind starea populației rurale va ramâne o preocupare constantă a sa.
După absolvire se înscrie în baroul avocaților din județul Ilfov. Începe atunci și colaborarea sa cu Nicolae S. Basilescu, profesor de economie politică și viitor decan al Facultății de drept.
După ce profesează câțiva ani, Gheorghe Tașcă pleacă la studii la Paris unde s-a împrietenit cu Nicolae Titulescu și Istrate Micescu, care își pregăteau și ei teza de doctor. Sub conducerea profesorului André Weiss își ptrgătește teza de doctorat în drept cu tema La question agraire. Commentaire critique de la legislation rurale en Roumanie, Angleterre, Irlande, Allemagne. În 1907 își susține teza, din comisie făcând parte profesorii Charles Massigli și Joseph Hitier.
Întors în țară, și-a reluat activitatea de avocat. În același timp a intrat în politică, fiind atras de persobnalitatea lui Take Ionescu. În toamna anului 19za05 este ales deputat al colegiuluiI III al județului Tutova. În calitate de deputat a susținut cau țăranilor și ale obștiilor sătești, propunând un amendament al legislației care urmărirea la jumătate a garanției pe care trebuiau să o plătească obștiile sătești la licitațile pentru arendarea unor terenuri agricole. Ion Lahovari, ministrul agriculturii industriei comerțului și domeniilor în guvernul George Gr. Cantacuzino a combătut vehement acest amendament, la care Gheorghe Tașcă i-a atras atenția că lumea satelor clocotește. Răscoala țărănească din 1907 a dovedit că Tașcă era mai bine indormat despre statea de spirit din zonele rurale decât ministrul agriculturii.
În același timp se înscrie la concursul pentru postul de conferențiar la catedra de economie politică a |Facultății de Drept. Deși este declarat câștigător al concursului, Spiru Haret, Ministrul Instrucțiunii Publice și al Cultelor, casează concursul, cu justificarea că un doctorat în drept nu îndreptățea candidatul să predea științe economice/ Gheorghe Tașcă se întoarce la Paris, iar în 1910 obține și un titlu de doctor în științe economice cu teza Les nouvelles reformes agraires en Roumanie.

### Activitatea economică

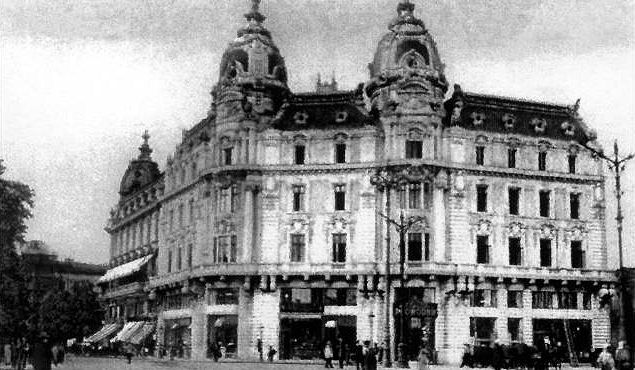
Clădirea veche în care Academia de Înalte Studii Comerciale și Industriale a funcționat până în 1926 unde a predat profesorul Gheorghe Tașcă.

După un nou concurs, Gheorghe Tașcă obține, în 1911, numirea sa în postul de conferențiar de economie politică al |acultății de Drept din București. În 1920 este numit profesor plin la aceeași catedră, post pe care l-a ocupat până în 1940,
În același timp, ămpreună cu Anton Davidoglu, Ion N. Angelescu și Stanislas Cihoschi lâmilitează pentru înființarea  Academiei de Înalte Studii Comerciale și Industrialem care finalizată pfin decretul regal din 10 august 1913. În cadrul noii academii, obține și catedra de Economie Politică și Doctrine Economice, post pe care l-a ocupat de asemenea până în 1940. În perioada 1929 – 1931 a fost rector al Academiei, renunțând la această sarcină în momentul numirii sale ca ministru plenipotențiar al României la Berlin.
Pe lângă cele două catedre menționate, în diferite intervale a mai predat economia politică la Școala Politehnică, Școala Superioară de Război și alte instituții de învățământ superior

## Activitateî în timpul primului război mondial
În timpul primului război mondial, când, din cauza ocupației germane, instituțiile de învâțământ din București nu funcționau, Gheorge Tașcă s-a refugiat în Moldova. Fiind concentrat, cu gtadul de maior, în această perioadă a fost curier diplomatic între Iași și Petrograd.
În 1925 este ales membru corespondent al Academiei Române.
A fost membru titular al Academiei de Științe din România începând cu 21 decembrie 1936.

## Acttivitatea în agricultură
Copilărind la țară, Gheorghe Tașcă era legat de agricultură, de care nu voia să se depărteze, cu toată activitatea sa didacică. În 1913 cumpără 0 mică moșie la Cioca-Boca, IașiCiouca-Boca în județul Iașim pe care o vinde în 1927 pentru a cumpăra de la Constanșa Cantacuzino moșia de la Pochidia, care era mai apropiată de comuna Bâlăbânești, unfr locuiau părinții lui. Pâna la naționalizarea din 1948, Gheorghe tașcpă s-a ocupet personal de administrarea moliei sale.
-

## Activitate politică
După primul război mondial și moartea lui Take Ionescu, Gheorghe Tașcă s-a alăturat Partidului Naționalist-Democrat, condus de Nicolae Iorga. Deși Gheorghe Tașcă 
era atras de personalitatea puternică a lui Iorga, din punct de vedere politic nu s-au înțeles. Tașcă i reprosșa lipsa de simț politic și nestatornicia, la care Iorga replica: ``”Nu eu mă schimb, oamenii se schimbă.  În 1927, Gheorghe Tașcp a părăsit partidul lui Iorga și s-a înscris în Partidul Național Țărănescu. Aceasta nu a afectat relațile sale strânse cu Iorga, Astfel, ținea anual prelegeri la reuniunile pe care Iorga le organiza, numite ”Universitatea de la Vălenii de Munte".
la Partidul Național Țărănist, fiind membru în delegația permanentă a partidului și președinte al organizației județului Tutova. A participat la alegerile din 1946 în calitate de candidat în județul Tutova. Dar alegerile din 1946 au fost falsificate în mod grosolan și toate locurile de deputați au revenit Frontului Național Democratic, condus de comuniști.

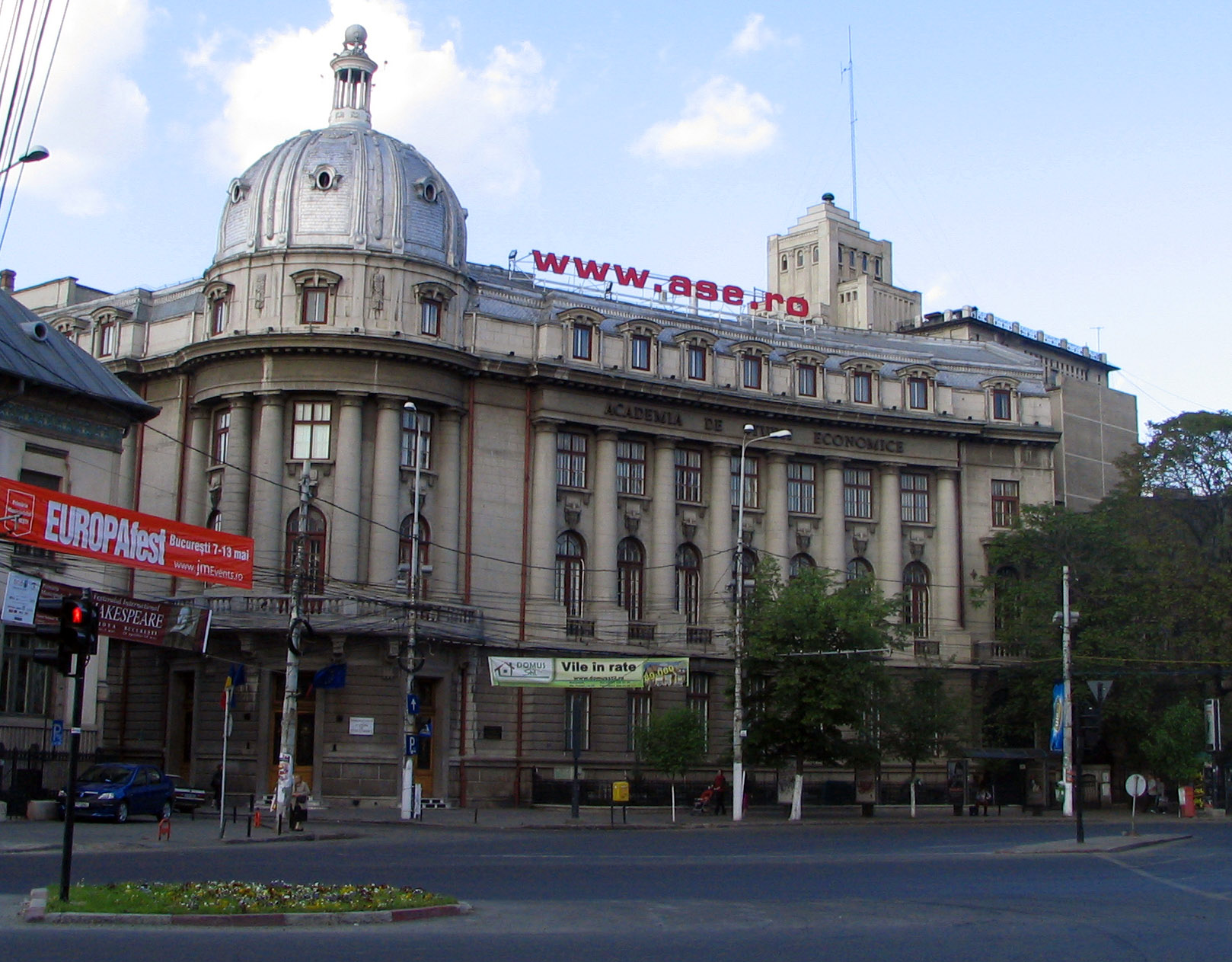
Clădirea nouă a Academie de Înalte Studii Comerciale și Industriale, dată în funcțiune în 1926 unde a predat profesorul Gheorghe Tașcă până la pensionare în 1940

În afară de însărcinările sale cu caracter didactic, Gheorghe Tașcă a fost și presedinte al Asociației Generale a Economiștilor din România (AGER).
În concepția lui Gheorghe Tașcă, termenul de economie politică acoperă întregul spectru al științelor economice. „Economia politică se ocupă cu cercetarea normelor după care se produc, circulă și se distribuie bunurile care sunt necesare pentru satisfacerea trebuințelor omenești”.
În perioada interbelică, doctrinele și practicile cooperatiste au constituit o preocupare de prim ordin în ansamblul literaturii social-economice din țara noastră. Mai mult, ideile și soluțiile cooperatiste ocupau un loc important în programele diferitelor partide politice. Atât ca economist, cât și ca om politic, Gheorghe Tașcă a luat o parte deosebit de activă în discuțiile legate de cooperație și a publicat numeroase lucrări în care își susținea în mod strălucit punctele de vedere.
De asemenea, în lucrările sale s-a ocupat în mare măsură de problemele economice și sociale specifice României, analizând în particular problemele economice specifice perioadei de după primul război mondial și ale perioadei crizei economice din 1929-1933.
În 1940, este scos la pensie din cauza opoziției pe care o manifestase pe linie politică față de regimul legionar. În perioada 1942-1943 a făcut parte dintre cadrele universitare care au ținut prelegeri la Castelul Peleș din Sinaia pentru desăvârșirea pregătirii regelui Mihai I. Aceste prelegeri au constituit baza cursului de economie politică pe care Gheorghe Tașcă l-a publicat în 1945
Ultima manifestare din domeniul economic a fost o conferință pe care a ținut-o la Ateneul Român în 1946, în cadrul unui ciclu intitulat Idei călăuzitoare în istoria poporului român. Conferința avea tema Ideea legăturii cu pământul iar în cadrul ei Gheorghe Tașcă arăta că conceptele comuniste ale colhozurilor sunt contrare spiritului țăranului român. Dar în 1946 timpurile începuseră să se schimbe. Conferința a fost întreruptă de agitatori ai partidului comunist care invadaseră sala și scandau lozinci. Ea a fost ținută peste câteva săptămâni în aula Academiei de Înalte Științe Comerciale și Industriale, siguranța fiind asigurată de studenții anti-comuniști care au împiedicat accesul perturbatorilor.

### Activitatea politică
După terminarea Facultății de Drept, Gheorghe Tașcă se înscrie în Partidul Conservator. Participă la alegerile din 1905 în calitate de candidat al partidului în județul Tutova și reușește să câștige un loc de deputat. După întoarcerea sa de la studiile din Franța l-a urmat pe Take Ionescu în Partidul Conservator Democrat, contribuind la definirea orientării economice a partidului. În 1918 partidul Conservator Democrat s-a desființat iar Gheorghe Tașcă a trecut în Partidul Național Democrat al lui Nicolae Iorga în cadrul căruia a activat până la desființarea partidului, în 1938. În cadrul activităților sale în acest partid, pentru o anumită perioadă a fost director al ziarului Neamul Românesc înființat de Nicolae Iorga în 1906.
În 1930 este numit ministru plenipotențiar al României la Berlin. Situația grea a Românei în condițiile crizei economic determinase pe Gheorghe Mironescu primul ministru al României să încerce să obțină condiții comerciale mai avantajoase din partea Germaniei și îl însărcineze pe Gheorghe Tașcă să negocieze cu guvernul german acordarea clauzei națiunii celei mai favorizate. Aceste tratative au fost încheiate cu succes în cursul anului 1931.
În 1932 Gheorghe Tașcă este numit ministrul al Industriei și Comerțului în guvernul român prezidat de Nicolae Iorga. La căderea guvernului Iorga, Gheorghe Tașcă și-a concentrat activitatea spre cea didactică.
La 1 august 1950, Gheorghe Tașcă este arestat de autoritățile comuniste împreună cu alți foști demnitari ai perioadei precomuniste. Este încarcerat în închisoarea Sighet în celula 58. Din cauza regimului sever la care a fost supus și lipsit de orice îngrijire medicală, Gheorghe Tașcă s-a stins din viață, după o grea suferință la 12 martie 1951. A fost înhumat în groapa comună a închisorii.

## Decorații
- Semnul Onorific „Răsplata Muncii pentru 25 ani în Serviciul Statului” (13 octombrie 1941)[3]
- ordinul Coroana României, cu grad de comandor
- Ordinul Gediminas al Lituaniei cu gradul de mare cruce

## Lucrări principale
- Evoluția proprietăților rurale in România (1899)
- Lectiuni de introducere in economia politica (1908)
- Les nouvelles réformes agraires en Roumanie (1910)
- Problema valutară (1919)
- Liberalismul economic (1923)
- Starea financiară a României după război (1925)
- Probleme cooperative - Capitalismul român și cooperația. Raporturile economice întresate și orașe (1927)
- Probleme economice și financiare (1927)
- Introducere în științele economice (1929 - 1930)
- Devalorizarea și inflația  (1932)
- Liberalism și corporatism (1937)
- Liberalism, corporatism, intervenționism 1938)]
- Politica socială a României (legislația muncitorească) (1940)
- Curs de economie politică (1945)

## Cronologie
- 30 ianuarie 1875 Se naște Gheorghe Tașcă în satul Bălăbănești din județul Tutova
- 1882 – 1886 Urmează cursurile școlii primare la școala primară din Bălăbănești,  numită azi Școala Gheorghe și Maria Tașcă în cinstea părinților săi
- 1886 – 1895 Elev al Liceului „Gh. Roșca” Codreanu din Bârlad
- 1895 – 1899 Urmează cursurile Facultății de Drept din București
- 1899 Susține teza de licență în drept cu tema Despre evoluția proprietății rurale în România
- 1899 Se înscrie în Baroul Avocaților din Județul Ilfov
- 1904 Se căsătorește cu Cordelia Demetriescu, fiica istoricului și scriitorului Anghel Demetriescu
- 1905 Participă la alegerile parlamentare, candidând în județul Tutova din partea Partidului Conservator și este ales deputat.
- 1905 Pleacă la Paris înscriindu-se la Facultatea de Drept din Paris pentru pregătirea doctoratului
- 14 noiembrie 1906 se naște la Paris prima sa fiică, Elisabeta, căsătorită în 1929 cu Eugen Filotti, diplomat, ziarist și scriitor.
- 1907 Obține titlul de doctor în drept al Facultății de Drept din Paris, cu teza La question agraire. Commentaire critique de la legislation rurale en Roumanie, Angleterre, Irlande, Allemagne.
- 1908 Se naște a doua sa fiică, Cordelia, căsătorită în 1933 cu Vasile Vasiliu, director în Ministerul de Finanțe și, ulterior, Administrator al Domeniilor Coroanei.
- 1908 Pleacă din nou la Paris înscriindu-se la Facultatea de Drept din Paris pentru pregătirea doctoratului în științe economice.
- 1910 Obține titlul de doctor în științe economice cu teza Les nouvelles reformes agraires en Roumanie
- 1911 Numit conferețiar la catedra de economie politică a Facultății de Drept din București
- 1913 Numit profesor al catedrei de economie politică și doctrine economice al Academiei de Înalte Studii Comerciale și Industriale, nou înființată.
- 1913 Cumpără moșia din satul Cioca-Boca, județul Iași
- 1916 – 1918 Concentrat în timpul primului război mondial, este curier diplomatic al României între Iași și Petrograd
- 1920 Numit profesor titular al catedrei de economie politică a Facultății de Drept din București.
- 1925 Ales membru corespondent al Academiei Române.
- 1927 Cumpără moșia din comuna Pochidia, județul Tutova
- 1929 Este ales rector al Academiei de Înalte Studii Comerciale și Industriale
- 1930 – 1932 Ministru plenipotențiar al României la Berlin
- 1932 Ministru al Industriei și Comerțului
- 1940 Publică lucrarea sa de căpetenie Politica socială a României o sinteză a gândirii sale economice.
- septembrie 1940 Este scos la pensie după venirea la putere a regimului legionar.
- 1942 - 1943 Predă cursuri de economie politică regelui Mihai I, la Castelul Peleș
- 1945 Publică cursul de economie politică
- 1 august 1950 Este arestat de autoritățile comuniste și încarcerat la închisoarea Sighet
- 12 martie 1951 După o grea suferință, Gheorghe Tașcă se stinge din viață în închisoarea Sighet, fiind înhumat în groapa comună a închisorii.